# Manfred Stehle
Manfred Stehle (* 1947) ist ein deutscher politischer Beamter (SPD).

## Leben
Stehle stammt aus Ebingen und trat 1966 der SPD bei. Sein Studium schloss er als Diplom-Verwaltungswirt (FH) ab. Später zog er nach Weil der Stadt. Von 1980 bis 1987 war er parlamentarischer Berater der SPD-Fraktion im Landtag von Baden-Württemberg. Von 1987 bis 1991 war er als Referent und stellvertretender Referatsleiter im Innenministerium Baden-Württemberg tätig. Von 1991 bis 2011 war er Dezernent beim Städtetag Baden-Württemberg.
Im Mai 2011 wurde Stehle zum Ministerialdirektor und Amtschef des neugegründeten Ministeriums für Integration Baden-Württemberg berufen. Im September 2013 trat er zunächst in den Ruhestand ein; Wolf-Dietrich Hammann folgte ihm nach. Im Oktober 2015 wurde Stehle aus dem Ruhestand zurückgeholt und als Nachfolger von Jörg Schmidt zum Ministerialdirektor und Amtschef des Ministeriums für Kultus, Jugend und Sport Baden-Württemberg ernannt. Nach der Bildung des grün-schwarzen Kabinetts Kretschmann II trat er im Mai 2016 in den Ruhestand ein. Ihm folgte Gerda Windey nach.
Stehle ist verheiratet, hat zwei Kinder und lebt seit 1992 in Althengstett.